# Liste des cathédrales du Trentin-Haut-Adige
Cet article recense les cathédrales du Trentin-Haut-Adige en Italie.

## Généralités
Toutes les cathédrales érigées dans le Trentin-Haut-Adige sont des édifices de l'Église catholique. Administrativement, la région est sous la juridiction de la région ecclésiastique du Triveneto, qui couvre également les régions voisines du Frioul-Vénétie Julienne et de la Vénétie. À l'intérieur de cette région ecclésiastique, le Trentin-Haut-Adige est concerné par un diocèse et un archidiocèse : Bolzano-Bressanone et Trente
Au total, la région compte deux cathédrales et une cocathédrale.

## Liste

### Cathédrales
| Édifice                                     | Commune    | Province | Diocèse            | Notes             | Coordonnées                  | Illus. |
| ------------------------------------------- | ---------- | -------- | ------------------ | ----------------- | ---------------------------- | ------ |
| Notre-Dame-de-l'Assomption et Saint-Cassien | Bressanone | Bolzano  | Bolzano-Bressanone | Basilique mineure | 46° 42′ 57″ N, 11° 39′ 28″ E |        |
| Saint-Vigile                                | Trente     | Trente   | Trente             | Basilique mineure | 46° 04′ 01″ N, 11° 07′ 17″ E |        |

### Cocathédrales
| Édifice                    | Commune | Province | Diocèse            | Notes | Coordonnées                  | Illus. |
| -------------------------- | ------- | -------- | ------------------ | ----- | ---------------------------- | ------ |
| Notre-Dame-de-l'Assomption | Bolzano | Bolzano  | Bolzano-Bressanone |       | 46° 29′ 51″ N, 11° 21′ 14″ E |        |